# Монастир (острів)
Монастир (біл. Манастыр), також відомий як Монастирський, Кляштор, Святий — острів на озері Неспіш в Браславському районі Вітебської області Білорусі. Площа — 0,021 км². В наші дні незаселений.

## Географія
Острів Монастир розташовується на озері Неспіш на відстані 325 метрів на північ від однойменного села і 5 кілометрів на схід Браслава.
Сформований льодовиковими відкладеннями. Переважають піщані ґрунти. Береги заростають очеретом, деревами та чагарниками. У центральній частині виділяється кілька долин, куди навесні стікають талі води і формують невеликі тимчасові озера.

## Історія
Назва острова Монастир походить від побудованого на ньому православного чоловічого монастиря Успіння Пресвятої Богородиці, який вперше згадується у 1500 році у зв'язку з передачею монастирю Великою княгинею Оленою Іванівною 15 селян. Після Берестейської унії 1596 року монастир перейшов у підпорядкування Василіянському Чину. У ньому зберігалася ікона Матері Божої Браславської. У 1832 році монастир згорів від блискавки, але ікона вціліла і була перенесена до костелу Різдва Пресвятої Діви Марії (Браслав).
У 1930-і роки острів придбав селянин Ізидор Зямець і обробляв тут землю. Пізніше сюди привозили на човнах на пасовище овець, припливали по ягоди.
В наші дні острів входить до складу охоронної зони Національного парку Браславські озера. У 2019 році розпочалися археологічні розкопки.

## Відображення в культурі
Монастир на острові на озері Неспіш згадується в романі білоруського письменника Івана Шемякіна «Велика княгиня».

## Спасылкі
- Родны кут: азёрны[недоступне посилання] (біл.)
- У абдоймах вады: легендарныя беларускія астравы [Архівовано 10 травня 2020 у Wayback Machine.] (біл.)